# HAND'S -ハンズ-
『HAND'S -ハンズ-』（ハンズ）は、板倉雄一原作のハンドボールを題材とした日本の少年漫画作品。『週刊少年ジャンプ』（集英社）にて2006年44号から2007年1号まで連載された。単行本は全1巻。また、読切として『赤マルジャンプ』2005SUMMERと『週刊少年ジャンプ』2006年18号に掲載されている。

## あらすじ
主人公の橘 大吾は、元ハンドボール日本代表を父に持つ小学5年生。テレビ番組の影響で物心ついたときから英雄（ヒーロー）にあこがれており、父親の発言もありなれると信じていた。学校でそれを発表し皆からからかわれるが、しかしその後のある出来事により空を飛ぶヒーローの存在を信じていた。ある日ギャンブル好きの父親が借金を残して「困ったらここに行け」という置手紙とともに蒸発してしまった。自分の友人に「ハンドボールの逸材」という触れ込みで友人に預かるよう頼んだのである。借金取りに追われるがその途中で、その友人の娘の西岡 ミズキと出会う。追いかけてきた借金取りによってミズキは誘拐されてしまうが、大吾の活躍によって救出する。そして地図を見て大吾は西岡家を訪れ奇妙な共同生活が始まる。

## 登場人物
橘 大吾（たちばな だいご）
本作の主人公で小学5年生。元ハンドボール日本代表の十蔵を父に持ち、幼いころから英雄（ヒーロー）になりたいと思っている。それを学校で発表し一度はグレたがその後の生死をかけたある出来事の影響で今でも自分を連れて空を飛んだ英雄の存在を信じている。ギャンブル好きの父親が借金のために蒸発してしまい、西岡家に「ハンドボールの逸材」の触れ込みで預けられていて、前述のため借金取りに追いかけられている。体力は父親譲りで跳躍力と走力は目覚しい。堕落した父親やいきなり石を投げてきたミズキの影響でハンドボールは悪の権化のスポーツと思い込んでいる。
西岡 ミズキ（にしおか-）
ハンドボール指導者の誠一郎を父に持つ。借金取りから逃げていた大吾に偶然人質にされて知り合う。気が強くハンドボール経験があり大吾がハンドボールを馬鹿にしたときは激怒した。大吾については生理的に受け付けないが、少し格好いいと思っている面もある。ツッコミ担当。
橘 十蔵（たちばな じゅうぞう）
大吾の父。元ハンドボール日本代表のエースで、かつては「天空の支配者」と呼ばれていたが、低迷していたクラブチームの為に尽力した際に怪我をしてしまい現役を引退。その後はギャンブルで借金をつくり息子の大吾を友人の誠一郎に預け蒸発、さらには誠一郎のライバルチームである帝聖レッドスパークスの総指揮官を勤めている際には西岡のチームの有力選手・椎名仁の引き抜きをするなど、人間的に堕落してしまった。
西岡 誠一郎（にしおか せいいちろう）
ミズキの父で一ノ瀬HC（ハンドボールクラブ）監督。ハンドボール元日本代表。友人でもあった十蔵から「ハンドボールの逸材」の触れ込みの大吾を引き取った。大吾はそのことは知らないがハンドをやりに来たと思い込んでいる。人が良く、ハンドボールへの思いは誰よりも熱いが、大吾に対してはその熱意が空回る。十蔵が帝聖の監督になったのを知り、阻止しようとする。
五十嵐 カオル（いがらし-）
一ノ瀬HCのキャプテン。耳が異常なほど大きい（大吾が長さを計ったところ縦10.2cm）のが特徴。小学6年生であるが身長は173cmとかなり高い。ポジションはポスト。大吾をして「東京出身の九州男児」。
小野 チカコ（おの-）
一ノ瀬HCのコーチ。風貌は穏やかそうであるが「天使の笑顔に鬼の心を持つ女」と言われ、子供達に「鬼ババァ」と呼ばれ恐れられている。技術重視の指導をする誠一郎に対して、体力重視の指導を行っている。
草野 宗司（くさの そうし）
一ノ瀬HCの副キャプテン。ポジションはセンター。主に司令塔の役割をこなしている実力者。
白崎 翔（しろさき しょう）
一ノ瀬HCのゴールキーパー。お母さん達には人気があって、ファンクラブを持つ程である。
三島 圭吾（みしま けいご）
一ノ瀬HCの速攻の要。ポジションは左サイド。
椎名 仁（しいな じん）
一ノ瀬HCのエース。ポジションは左45。ミズキ曰く化け物。しかし、ヘタクソとはもうやってられないとの理由で、帝聖に寝返った。
組長
大吾の父、十蔵が借金をした組の組長。後述のとおり、本誌掲載読切と連載版双方に顔を出している。
読切版（WJ06年18号）ではこの組長と配下のヤクザが登場しているが、その役柄は全く異なる。

## 備考
- 読切では主人公は高校生であり、競技との出会いやそれをする経緯もハンドボール未経験者である以外は著しく異なっている。
- 読切で一定の評価を受け、連載が始まったもののハンドボール自体がマイナーなスポーツであった事や、連載開始当初はハンドボールと無関係な内容が続いたことなどから人気を得られず、2004年14号に梅澤春人の『LIVE』が10週で打ち切られて以来、約3年ぶりの10週打ち切り作品となった。なお、この作品の終了直後に開始された暁月あきらの『神力契約者M&Y』、武井宏之の『重機人間ユンボル』も10週で打ち切りとなっている。
- 第一話で主人公の親が借金が原因で蒸発する、車で連れ去られたヒロインを主人公が助けるといった箇所などが畑健二郎の漫画『ハヤテのごとく!』の第一話と酷似しており、読者の一部では盗作疑惑も囁かれた。